# Liste des résolutions du Conseil de sécurité des Nations unies adoptées en 1951
Les résolutions du Conseil de sécurité des Nations unies sont les décisions qui sont votées par le Conseil de sécurité des Nations unies.
Une telle résolution est acceptée si au moins neuf des quinze membres (depuis le 17 décembre 1963, 11 membres avant cette date) votent en sa faveur et si aucun des membres permanents qui sont la Chine, les États-Unis, la France, le Royaume-Uni et l'Union soviétique (la Russie depuis 1991) n'émet de vote contre (qui est désigné couramment comme un veto).

## Résolutions 90 à 96
- Résolution 90 : plainte pour agression contre la république de Corée (adoptée le 31 janvier 1951).
- Résolution 91 : la question Inde-Pakistan (adoptée le 30 mars 1951).
- Résolution 92 : la question de la Palestine (adoptée le 8 mai 1951).
- Résolution 93 : la question de la Palestine (adoptée le 18 mai 1951).
- Résolution 94 : Cour internationale de justice (adoptée le 29 mai 1951).
- Résolution 95 : la question de la Palestine (adoptée le 1er septembre 1951).
- Résolution 96 : la question Inde-Pakistan (adoptée le 10 novembre 1951).